# Miguel Passi
Miguel Ángel Passi Fernández (* 28. März 1923 in Lanús; † 30. Juli 1992 ebenda) war ein argentinischer Radrennfahrer.

## Sportliche Laufbahn
Passi war im Bahnradsport aktiv. Er war Teilnehmer der Olympischen Sommerspiele 1948 in London. Im Tandemrennen wurde er mit seinem Partner Óscar Giacché auf dem 10. Platz klassiert. Über sein weiteres Leben und seine sportlichen Erfolge ist nichts bekannt.